# 1922 a tudományban
Az 1922. év a tudományban és a technikában.

## Díjak
- Nobel-díjak
  - Fizikai Nobel-díj: Niels Bohr
  - Fiziológiai és orvostudományi Nobel-díj: Archibald Hill és Otto Fritz Meyerhof
  - Kémiai Nobel-díj: Francis William Aston

## Születések
- január 9. – Har Gobind Khorana megosztott Nobel-díjas indiai-amerikai biokémikus, molekuláris biológus († 2011)
- június 19. – Aage Niels Bohr Nobel-díjas dán magfizikus († 2009)
- július 15. – Leon Max Lederman Nobel-díjas amerikai kísérleti részecskefizikus († 2018)
- július 18. – Thomas Kuhn amerikai tudománytörténész és a tudományok filozófusa († 1996)
- szeptember 9. – Hans Georg Dehmelt Nobel-díjas németországi születésű amerikai fizikus († 2017)
- október 1. – Jang Csen-ning megosztott Nobel-díjas kínai-amerikai fizikus
- november 8. – Christiaan Barnard dél-afrikai sebészfőorvos, aki az első, emberen végrehajtott szívátültetéssel világhírnevet szerzett († 2001)
- november 9. – Lakatos Imre, az egyik legjelentősebb Angliában kutató magyar matematika- és tudományfilozófus volt († 1974)

## Halálozások
- január 5. – Ernest Shackleton angol-ír származású brit felfedező, Antarktisz-kutató (* 1874)
- január 22. – Camille Jordan francia matematikus (* 1838)
- március 7. – Axel Thue norvég matematikus (* 1863)
- április 2. – Hermann Rorschach svájci pszichiáter, aki a róla elnevezett tintafolt-teszt kifejlesztése után vált híressé (* 1884)
- május 18. – Alphonse Laveran Nobel-díjas francia katonaorvos, a malária és az álomkór okozóinak felfedezője (* 1845)
- május 26. – Ernest Solvay belga kémikus, iparos és politikus (* 1838)
- augusztus 2. – Alexander Graham Bell skót születésű amerikai fizikus, többek között a telefon feltalálója (* 1847)